# Hei, Cenerentola!
Hei, Cenerentola! (Hey Cinderella!) è uno speciale televisivo del 1969 diretto da Jim Henson. Adattamento della fiaba Cenerentola, il mediometraggio fu prodotto dalla Muppets negli Stati Uniti e dalla Robert Lawrence Productions in Canada, e vede la partecipazione dei Muppet creati da Henson, tra cui Kermit nella sua prima apparizione come rana.
Lo speciale fu trasmesso per la prima volta in Canada sulla CBC Television il 16 marzo 1969, mentre negli Stati Uniti sulla ABC il 10 aprile 1970. L'edizione italiana fu trasmessa il giorno di Natale del 1972 sul Programma Nazionale.

## Trama
Cenerentola è una ragazza dolce e gentile, costretta a fare tutte le faccende domestiche dalla sua perfida matrigna e dalle due sorellastre, con solo il suo cane Rufus ad aiutarla. A palazzo, il re Goshposh si annoia e desidera organizzare una festa per poter ricevere dei regali. Come scusa, decide che suo figlio, il principe Arthur Azzurro, dovrebbe sposarsi e usa il ballo come mezzo per trovare una principessa adatta. Arthur non gradisce questo piano e, mentre fa giardinaggio, spiega al suo amico Kermit la rana che tutte le ragazze che lo conoscono sono delle snob. La sua unica speranza è trovare una ragazza che non lo riconosca come principe. Poco dopo, Cenerentola incontra Arthur nei giardini mentre sta svolgendo un compito assegnatole dalla matrigna. Vedendo che Cenerentola non lo riconosce come principe, lui si presenta come Arthur il giardiniere e riesce a procurarle un invito convincendo suo padre a invitare tutte le persone del regno al ballo, e non solo le principesse. Poiché il ballo è in maschera, Arthur e Cenerentola decidono di indossare entrambi un geranio per potersi riconoscere.
La sera del ballo, la famiglia di Cenerentola parte portando in dono al re un paio di vecchi calzini. A Cenerentola è permesso partecipare solo se finirà tutte le sue faccende domestiche e troverà un abito adatto, una carrozza e un cocchiere prima dell'ultimo minuto. Quando Cenerentola sogna di poter andare anche lei alla festa, appare la sua fata madrina, che con un incantesimo (per una volta riuscito) fornisce a Cenerentola un bellissimo vestito e delle scarpette di cristallo. Convince Kermit a guidare la carrozza, che viene trainata dal suo amico mostro Splurge dopo che questi ha fatto fuggire tutti i cavalli per lo spavento. La fata madrina avverte Cenerentola di tornare a casa entro mezzanotte e partecipa anche lei al ballo per assicurarsi che il termine venga rispettato. Il re ha però deciso di dare un geranio a tutti gli invitati, così Arthur e Cenerentola non riescono a riconoscersi. Quando ballano, Cenerentola conosce Arthur solo come "principe Azzurro" e lui la conosce solo come una misteriosa fanciulla. Allo scoccare della mezzanotte, la fata madrina e Cenerentola fuggono dal palazzo, lasciando dietro di loro una sola scarpetta di cristallo, che Arthur calpesta accidentalmente, frantumandola.
Determinato a far sposare ad Arthur la "misteriosa fanciulla", il re fa tutto ciò che è in suo potere per rimettere insieme la scarpetta e — fallito questo tentativo — per cercare l'altra scarpetta nei posti più improbabili. Cenerentola viene a sapere di questo piano e, pur capendo di essere la fanciulla cercata, desidera sposare Arthur il giardiniere e non il principe. Convince Rufus a seppellire la scarpetta, ma proprio in quel momento arriva il principe e Cenerentola capisce che il giardiniere e il principe sono la stessa persona. Cerca di spiegare di essere lei la misteriosa fanciulla, ma nessuno le crede. A quel punto appare la fata madrina, che nel tentativo di trasformare di nuovo gli stracci di Cenerentola in un abito da ballo, la fa sparire. Nel frattempo, Kermit e Splurge riportano la scarpetta. Dopo alcuni tentativi, Cenerentola riappare con l'abito da ballo, e finalmente lei e il principe si sposano (con Kermit che commenta che avrebbe potuto risolvere il mistero molto prima, se solo glielo avessero chiesto).

## Produzione
Hei, Cenerentola! era stato originariamente concepito come una serie su Biancaneve dal nuovo dirigente della programmazione per bambini della CBS, Fred Silverman, come opzione di ripiego durante le trattative contrattuali con Bob Keeshan di Captain Kangaroo. Silverman coinvolse come sceneggiatori dell'episodio pilota Jon Stone e Tom Whedon, con cui aveva lavorato al CBS Children's Film Festival, mentre come regista Jim Henson, che consigliò di usare i suoi Muppet invece dei pupazzi di animali dall'aspetto realistico che Stone e Whedon avevano immaginato nella loro bozza originale. Quando la CBS riconfermò Keeshan, lo sviluppo si interruppe e Silverman diede a Stone e Whedon il permesso di vendere l'episodio pilota.
Dopo che gli sceneggiatori ottennero l'approvazione della ABC, la rete insistette affinché cambiassero l'eroina della storia in Cenerentola. L'idea della serie fu accantonata quando Roone Arledge della ABC ottenne un contratto per la trasmissione della partita di football universitario della NCAA del sabato, richiedendo una revisione del palinsesto del sabato in tarda mattinata/primo pomeriggio. L'episodio pilota venne trasformato in uno speciale di un'ora e Henson lo girò in Canada (presso i Robert Lawrence Studios di Toronto) nell'autunno del 1968. Questo progetto fu la prima collaborazione tra Henson, Joe Raposo e Stone, che avrebbero in seguito lavorato a Sesamo apriti.

## Edizioni home video
Lo speciale fu distribuito in VHS, Betamax e LaserDisc in America del Nord dalla WDTNT nel 1983. Una nuova edizione VHS fu distribuita dalla Buena Vista Home Video nel 1994.